# Comesoma minimum
Comesoma minimum är en rundmaskart som beskrevs av Benjamin G. Chitwood 1937. Comesoma minimum ingår i släktet Comesoma och familjen Comesomatidae. Inga underarter finns listade i Catalogue of Life.